# Волшебная птица (мультфильм)
«Волшебная птица» — советский рисованный мультипликационный фильм, созданный в 1953 году режиссёром Виктором Громовым по мотивам русской народной сказки «Деревянный орёл». Один из нескольких известных графических мультфильмов этого режиссёра.

## Сюжет
Жили-были в одной деревне знатные мастера столярного дела, и самым большим умельцем из них был Никита. У него был подмастерье Иван, который хоть и не умел пока чудес столярного дела показывать, зато играл на балалайке и пел песни так, что вся деревня подпевала. В этой же деревне жила боярыня с сыном-лежебокой, который захотел однажды жениться на Наталье-красе, известной кружевнице из Озёрска. У Натальи же было условие, что она выйдет замуж только за того, кто её в мастерстве превзойдёт. И тогда боярыня приказала мастерам сделать диковинные вещи, чтобы сына женить.
Мастера подготовили к условленному сроку диковинки, но не захотел Никита, чтобы Натальей завладел жадный и капризный боярин, а чтобы она лучше досталась Ивану, который на ней сам мечтал жениться. Так что, Никита велел Ивану опередить боярского сына, и полетел Иван к девушке в Озёрск на чудо-птице, сделанной им вместе с Никитой. Наталье понравилось музыкальное мастерство Ивана, и она согласилась выйти за него замуж. Устроили они свадьбу, но пришлось оставить праздник и поспешить в деревню к Ивану – спасать Никиту, которого, как они узнали, боярыня приказала казнить. Вовремя успели они до деревни добраться и освободили Никиту, а боярыня с сыном получили по заслугам.

## Создатели фильма
| сценарий                   | Николай Рожков                                                                                                |
| постановка                 | Виктора Громова                                                                                               |
| композитор                 | Анатолий Новиков                                                                                              |
| текст песен                | Льва Позднеева                                                                                                |
| художники-постановщики     | Александр Винокуров, Константин Чикин, Геннадий Филиппов                                                      |
| ассистент режиссёра        | Игорь Подгорский                                                                                              |
| ассистент художника        | М. Алексеев                                                                                                   |
| технический ассистент      | Галина Любарская                                                                                              |
| операторы                  | Александр Астафьев, Н. Соколова                                                                               |
| звукооператор              | Николай Прилуцкий                                                                                             |
| монтаж                     | В. Егоровой                                                                                                   |
| художники-мультипликаторы: | Елизавета Комова, Владимир Данилевич, Борис Чани, Николай Фёдоров, Вадим Долгих, Роман Давыдов                |
| художники-декораторы:      | Вера Роджеро, Елена Танненберг, Ирина Троянова, Константин Малышев                                            |
| в ролях:                   | Анастасия Зуева (Боярыня), Инесса Дровосекова (Наталья), Борис Терентьев, Николай Никитич, Дмитрий Павловский |

- Создатели приведены по титрам мультфильма.